# مفاتيح كيميائية حيوية في دورة الخلية
تتحكم سلسلة من المفاتيح الكيميائية الحيوية في الانتقالات بين المراحل المختلفة لدورة الخلية وخلالها. تتكون دورة الخلية من سلسلة من الأحداث المعقدة والمرتبة والمتسلسلة التي تتحكم في كيفية انقسام خلية واحدة إلى خليتين، وتتضمن عدة مراحل مختلفة. تشمل المراحل مرحلتي جي 1 و جي 2، ومرحلة تضاعف الحمض النووي أو المرحلة إس، والعملية الفعلية لانقسام الخلية التي تدعى الانقسام المتساوي أو المرحلة إم. خلال المرحلة إم، تنفصل الصبغيات ويحدث انقسام السيتوبلازم.
تحافظ المفاتيح على التقدم المنظم لدورة الخلية وتعمل على شكل نقاط مراقبة للتأكد من اكتمال كل مرحلة على النحو الصحيح قبل التقدم إلى المرحلة التالية. على سبيل المثال، يعد السي دي كيه أو ما يُسمى بالكيناز المعتمد على السايكلين مفتاح تحكم رئيسي في دورة الخلية ويسمح للخلية بالانتقال من المرحلة جي 1 إلى المرحلة إس أو من جي 2 إلى المرحلة إم عن طريق إضافة الفوسفات إلى ركائز البروتين. ثبت أن هذه المفاتيح متعددة المكونات (التي تتضمن عدة بروتينات مترابطة) تولد انتقالات نهائية وقوية (وقد تكون غير عكوسة) وتؤدي إلى تذبذبات مستقرة. نتيجة لذلك، تخضع هذه المفاتيح للأبحاث المستمرة والنشطة في محاولة لفهم ارتباط هذه الخصائص المعقدة ضمن أنظمة التحكم الحيوي.

## حلقات التلقيم الراجع
تنتج العديد من الدوائر الحيوية مخرجات معقدة من خلال تسخير حلقة أو أكثر من حلقات التلقيم الراجع. يشير التلقيم الراجع في سلسلة من الأحداث الكيميائية الحيوية إلى تأثير عنصر نهائي في السلسلة (بي في الصورة المجاورة) على عنصر أولي (أيه في الصورة المجاورة) بحيث يغير إنتاجه أو ينشطه (المخرجات) في المستقبل. إذا كان هذا العنصر يعمل على تعزيز مخرجاته الخاصة، فإنه يشارك في التلقيم الراجع الإيجابي (السهم الأزرق). تُعرف حلقة التلقيم الراجع الإيجابية أيضًا باسم حلقة التعزيز الذاتي، ومن الممكن أن تكون هذه الحلقات جزءًا من حلقة أكبر، لأنها سمة من سمات الدوائر التنظيمية.
على العكس من ذلك، إذا أدى هذا العنصر إلى تثبيط نفسه عبر العناصر الأولية، يُدعى ذلك معياريًا بالتلقيم الراجع السلبي (السهم الأحمر الحاد). تُعرف حلقة التلقيم الراجع السلبية أيضًا باسم حلقة التوازن، وقد يكون من الشائع رؤية التذبذبات التي تُستخدم فيها إشارة التلقيم الراجع السلبي المتأخرة للحفاظ على التوازن الاستتبابي في النظام.
يمكن استخدام حلقات التلقيم الراجع للتضخيم (إيجابي) أو التصحيح الذاتي (سلبي). يمكن للاجتماع الصحيح بين حلقات التلقيم الراجع الإيجابية والسلبية أن يولد حساسية فائقة واستقرارًا ثنائيًا، والتي قد تولد بدورها انتقالات وتذبذبات نهائية.

## اتحاد حلقات التلقيم الراجع الإيجابي والسلبي
لا تعمل حلقات التلقيم الراجع الإيجابية والسلبية دائمًا بشكل واضح. في آلية المفاتيح الكيميائية الحيوية، يعمل نوعا الحلقات معًا لتشكيل نظام مرن. على سبيل المثال، وفقًا لفوتي وكانيكو (2009)، فإن التغلب على خلل في الأنظمة الكيميائية الحيوية قد يدفع الحلقات التلقيم الراجع الإيجابي التنظيمية إلى التفاعل مع الحلقات التنظيمية السلبية لتسهيل الهروب من الحالات المستقرة. يُعرف التعايش بين حالتين مستقرتين باسم الاستقرار الثنائي، ويكون ناتجًا عن التلقيم الراجع الإيجابي التنظيمي أغلب الأحيان.
تشمل الأمثلة التي تكشف عن تفاعل حلقات التلقيم الراجع السلبي والإيجابي المتعددة تنشيط كينازات البروتين المعتمدة على السيكلين أو Cdks14. تلعب حلقات التلقيم الراجع الإيجابي دورها عن طريق تبديل الخلايا من نشاط كيناز منخفض إلى نشاط كيناز عالي. يظهر التفاعل بين نوعي الحلقات جليًا في الانقسام المتساوي. يحفز التلقيم الراجع الإيجابي بدء الانقسام، في حين تعزز حلقة التلقيم الراجع السلبي تعطيل الكينازات المعتمدة على السيكلين بواسطة معقد تعزيز الطور الانفصالي. يوضح هذا المثال بجلاء التأثيرات المشتركة التي تحدثها حلقات التلقيم الراجع الإيجابي والسلبي على تنظيم دورة الخلية.

## الحساسية الفائقة
يُطلق على استجابة «الكل أو اللا شيء» نتيجة لمنبه اسم الحساسية الفائقة. يمكن القول بعبارة أخرى أن تغييرًا طفيفًا جدًا في المنبه يؤدي إلى تغيير هائل في الاستجابة، ما يشكل منحنى سيني للجرعة والاستجابة. توصف الاستجابة فائقة الحساسية بالمعادلة العامة V = Sn/(Sn + Km)، وتُعرف باسم معادلة هيل، حين يكون n، وهو معامل هيل، أكثر من 1. يعتمد انحدار المنحنى السيني على قيمة n. تنتج قيمة n = 1 استجابة زائدية أو استجابة ميكائيلية. تتحقق الحساسية الفائقة في مجموعة متنوعة من الأنظمة؛ ومن الأمثلة البارزة على ذلك الارتباط التعاوني لإنزيم الهيموغلوبين بركائزه. تعد الاستجابة فائقة الحساسية «رقمية» تقريبًا، وبالتالي يمكن استخدامها لتضخيم الاستجابة لمحفز أو التسبب في انتقال حاد نهائي (بين حالتي «إيقاف التشغيل» و«التشغيل»).
تلعب الحساسية الفائقة دورًا كبيرًا في تنظيم دورة الخلية. على سبيل المثال، يمثل Cdk1 وWee1 منظمين للانفسام، ويستطيعان أن يعطلا بعضهما البعض من خلال الفسفرة المثبطة. يمثل ذلك حلقة تلقيم راجع سلبي مزدوجة، إذ يمكن لكل من المنظمين أن يعطلا بعضهما البعض. وفقًا لكيم وآخرين (2007)، يشترط توافر عنصر فائق الحساسية لتوليد استجابة ثنائية الاستقرار. اتضح أن Wee1 يتمتع باستجابة فائقة الحساسية لـ Cdk1، ويحتمل أن ذلك ينشأ بسبب منافسة الركيزة في مواقع الفسفرة المختلفة على Wee1.

## الاستقرار الثنائي
ينطوي الاستقرار الثنائي على التلاكؤ، وينطوي التلاكؤ على الاستقرار المتعدد. يشير الاستقرار المتعدد إلى وجود حالتين أو أكثر من الحالات المستقرة لمدخل معين. لذلك، يُعرف الاستقرار الثنائي بأنه قدرة نظام ما على التواجد في حالتين مستقرتينِ. يمكن القول بمعنى آخر، هناك مجموعة من قيم التحفيز التي يمكن أن يكون للاستجابة لها قيمتان ثابتتان. يترافق الاستقرار الثنائي بالتلاكؤ، ما يعني أن النظام يقترب من إحدى الحالتين المستقرتين بشكل تفضيلي اعتمادًا على سوابقه. يتطلب الاستقرار الثنائي التلقيم الراجع بالإضافة إلى عنصر الدائرة فائقة الحساسية.
قد توفر حلقات التلقيم الراجع الإيجابي والسلبي في الظروف المناسبة شروط الاستقرار الثنائي؛ على سبيل المثال، يمكن أن يتحقق ذلك عبر اقتران التلقيم الراجع الإيجابي مع عنصر استجابة فائق الحساسية في الدائرة. قد يعمل النظام ثنائي الاستقرار المتلكئ على شكل مفتاح نشط عكوس، إذ يصعب على النظام الانتقال بين حالتي «التشغيل» و«الإيقاف» (مقارنة بالاستجابة أحادية الاستقرار فائقة الحساسية المكافئة). يمكن أيضًا أن يكون النظام مهيًاا بحيث يكون أحد الانتقالات غير قابل للتحقيق فعليًا؛ على سبيل المثال، لن يؤدي أي قدر من تقليل المحفز إلى إعادة النظام إلى حالة «إيقاف التشغيل» بعد أن يكون قد أصبح في حالة «التشغيل» بالفعل. من شأن ذلك أن يشكل مفتاحًا نشطًا غير عكوس. وُصفت كيفية تصميم مفتاح بيولوجي بسيط في ورقة اجتماع.
لا توجد اتصالات فردية بين طوبولوجيا الشبكة، نظرًا لأن العديد من الشبكات تتمتع بعلاقة إدخال وإخراج مماثلة. لا تنطوي طبولوجيا الشبكة على أي إدخال أو إخراج، وبالمثل لا ينطوي الإدخال أو الإخراج على طوبولوجيا الشبكة. لهذا السبب، فإن وضع الوسطاء مهم جدًا لوظيفة الدائرة. إذا كانت ديناميكيات الإدخال قابلة للمقارنة أو أسرع من استجابة النظام، فقد تبدو الاستجابة تلاكؤية.
ذُكرت ثلاثة مفاتيح تبديل لدورة الخلية أدناه، وتحقق انتقالات مفاجئة أو غير عكوسة أو كليهما فيها باستخدام بعض الآليات الموضحة أعلاه.